# أميركان نينجا (فلم)
نينجا أميركان، (بالإنجليزية: American Ninja)، وتعنى نينجا الأميركي، أنتج الفيلم سنة 1985م من قبل شركة كانون للإنتاج السينمائي، والذي يملكه مناحيم جولان ويورام غلوبس، وهي فيلم من نوع الإثارة وإجادة الفنون القتالية، من إخراج سام فيرستنبيرغ، وشاركه الممثل الأمريكي المعروف مايكل دوكيكوف وستيف جيمس.

## القصة
كان جو ارمستونغ برتبة الجندي (مايكل دوديكوف بطل الفيلم) كان لا يجيد فنون القتال إلا القليل، إلا أنه وجد نفسه في القاعدة العسكرية الأمريكية في الفلبين، فتعرض الجنود الأمريكيين من الهجوم المفاجئ من قبل النينجا، وكان هدفهم هي الحصول على القنبلة، إلا أن بطل الفيلم نجح بالقضاء على النينجا المتمردين، ومن ثم يقابل جو ارمستونغ خصمه زعيم المتمردين «النجم الأسود» (تاداشي يامايشتا) يتوعد بالانتقام من الجندي الذي خرب خططه ويأمر زعيم المتمردين من رجل الأعمال فيكتور أورتيغا (دون ستبوارت) للقضاء على النينجا الأمريكي آرمسترونغ.

## طاقم التمثيل
- مايكل دوديكوف - الجندي. جو أرمسترونغ
- ستيف جيمس - الضابط. كورتيس جاكسون
- دودي أرونسون - باتريشا
- جويش كوك - العقيد. وليام ت. هيكوك
- جون فوجي أوكا - شينيوكي
- دن ستيورت - فيكتور أورتيجا - رجل الأعمال
- تاداشي يامايشتا - زعيم المتمردين يلقب النجم الأسود

## تغيير عنوان الفيلم
بعض الإصدارات في الفيلم نفسه سميت بالمحارب الأمريكي American Warrior بدلاً من الاسم الأصلي American Ninja، أما في ألمانيا ومن خلال غلاف الفيلم السينمائي المدبلج إلى الألمانية عبر دي في دي فسميت باللغة الإنجليزية المقاتل الأمريكي American Fighter.

## وصلات خارجية
- مقالات تستعمل روابط فنية بلا صلة مع ويكي بيانات
- أميركان نينجا على موقع أول موفي.